# Boy Meets World (album)
Boy Meets World è l'album d'esordio del rapper Fashawn, pubblicato il 20 ottobre 2009.

## Tracce
1. Intro
2. Freedom
3. Hey Young World (feat. Aloe Blacc & Devoya)
4. Stars
5. Life as a Shorty (feat. J.Mitchell)
6. The Ecology
7. Our Way (feat. Evidence)
8. Why
9. Samsonite Man (feat. Blu)
10. Father
11. Sunny CA (feat. Co$$ & Mistah Fab)
12. Bo Jackson (feat. Exile)
13. Lupita
14. When She Calls
15. Boy Meets World

## Tracce bonus
1. The Score feat. Planet Asia (bonus track)
2. Breathe feat. Bravo (bonus track)
3. The Outer City (bonus track)

## Campionamenti
Freedom
- "Slipping Into Darkness" di Carl Bradney
- "Straight Outta Compton" degli N.W.A.
- "Definition" dei Black Star

Hey Young World
- "Nothin' Comes to Sleepers" dei The Gap Band

Life as a Shorty
- "If You Need Me" di Solomon Burke

The Ecology
- "I Can't See Nobody" dei Bee Gees

Our Way
- "I'll Wait" dei The Parliaments

Samsonite Man
- "Don't Think Twice It's All Right" di Billy Paul

Father
- "Father, Father" dei Kool & The Gang

When She Calls
- "Cosmia" di Joanna Newsom

Boy Meets World
- "My Girl" di King Floyd